# 198.ª Brigada Mixta (Ejército Popular de la República)
La 198.ª Brigada Mixta fue una unidad del Ejército Popular de la República que tomó parte en la Guerra Civil Española. A lo largo de la contienda la brigada estuvo presente en los frentes de Levante y Extremadura.

## Historial
El 30 de abril de 1938 fue creada en Linares una brigada mixta que recibió la numeración 198.ª, anteriormente ostentada por una brigada en el frente del Norte. El mando recayó en el comandante de infantería José Cirac Laiglesia. La nueva unidad fue formada en un 50% con efectivos veteranos de otras unidades, mientras que el otro 50% procedía de reclutas. Este hecho hizo que la formación de la brigada se retrasase mucho más de lo previsto, no llegando a estar lista hasta bien entrado el mes de mayo. La unidad sería adscrita a la 71.ª División del VI Cuerpo de Ejército. En agosto la 198.ª BM fue destinada al sector de Logrosán, frente a las fuerzas de la 19.ª División franquista.
A finales de 1938 la unidad fue enviada a Hinojosa del Duque, como reserva, y a continuación quedaría agregada a la columna «F» que mandaba el mayor de milicias Bartolomé Fernández Sánchez. El 7 de enero de 1939, tras el comienzo de la batalla de Peñarroya, la 198.ª BM intervino en la ofensiva republicana e intervino en los duros combates que se desarrollaron en el Puerto de los Vuelos, en el sector de Monterrubio, sufriendo graves bajas. Por ello, sería retirada del frente.
Dispuesta para ser sometida a una rápida reorganización, sería enviada por barco a Cataluña, como refuerzo de la unidades republicanas que allí se encontraban. Tras su llegada, el 19 de enero, la 198.ª BM y la 199.ª Brigada Mixta fueron transformadas en dos agrupaciones que quedarían bajo el mando del mayor de milicias Miguel Arriaga Vergara. Sin embargo, en el contexto de caos que entonces reinaba en la retaguardia republicana en Cataluña, la unidad se dispersó rápidamente.

## Mandos
Comandantes
- comandante de Infantería José Cirac Laiglesia;
- mayor de milicias Jiménez;

Jefe de Estado Mayor
- capitán de Infantería José Aguilar Valecillo;